# 영풍 태장리 느티나무
영풍 태장리 느티나무는 대한민국 경상북도 영주시 순흥면 태장리에 있는 느티나무이다. 대한민국의 천연기념물 제274호로 지정되었다.

## 개요
느티나무는 우리나라를 비롯하여 일본, 대만, 중국 등의 따뜻한 지방에 분포하고 있다. 가지가 사방으로 퍼져 자라서 둥근 형태로 보이며, 꽃은 5월에 피고 원반모양의 열매는 10월에 익는다. 줄기가 굵고 수명이 길어서 쉼터역할을 하는 정자나무로 이용되거나 마을을 보호하고 지켜주는 당산나무로 보호를 받아왔다.
영풍 태장리의 느티나무는 약 600년 정도 된 것으로 추정되며, 높이 18m, 둘레 8.7m에 달한다. 1986년 외과수술을 실시하여 썩은 부분을 제거하였다. 새해가 되면 온 마을 사람들이 나무 앞에 모여서 소원을 빌며 제사를 지내는 등 마을을 지키는 수호신으로 신성시 되고 있다.
영풍 태장리의 느티나무는 오랜 세월 동안 마을 사람들의 관심과 보살핌 가운데 살아온 나무로 학술적·문화적 자료로서의 가치가 높아 천연기념물로 지정·보호하고 있다.

## 같이 보기
- 느티나무

## 참고 자료
- 영풍 태장리 느티나무 - 국가유산청 국가유산포털
- 영풍 순흥면의 느티나무 보관됨 2007-09-29 - 웨이백 머신 - 남북의 천연기념물